# Schizachyrium scoparium
Schizachyrium scoparium es una especie de gramínea, de la subfamilia de las Panicoideae, endémica de Canadá, EE. UU., México. 

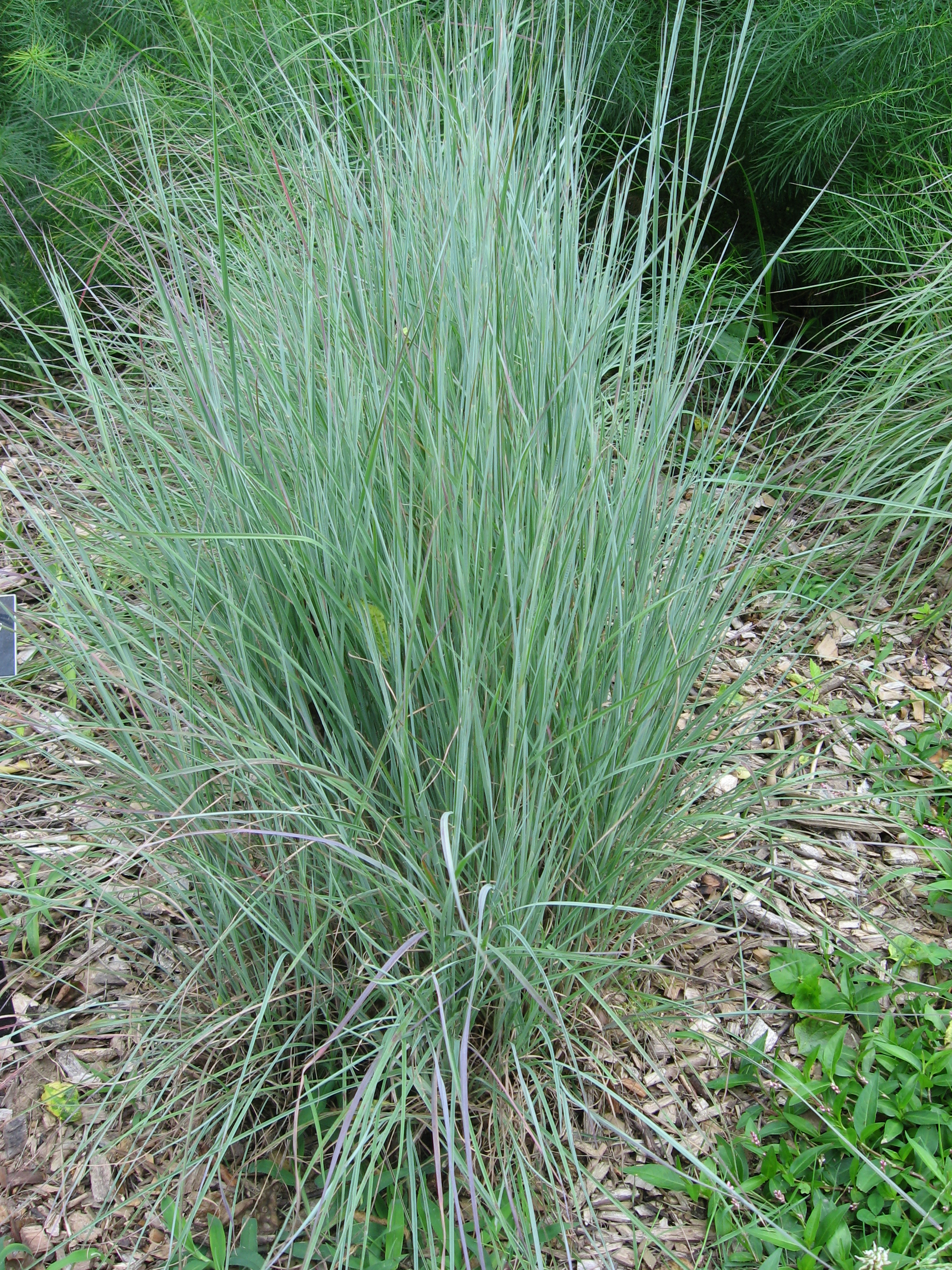
Vista de la planta

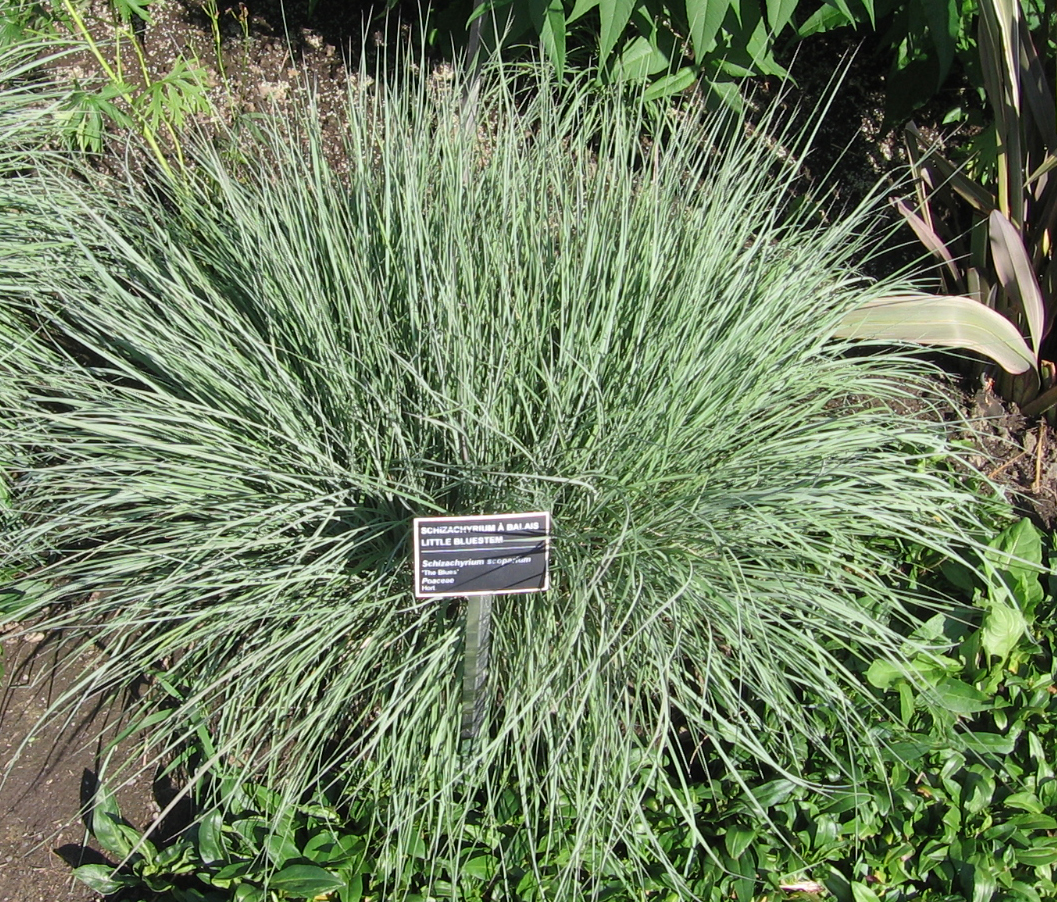
Vista de la planta

## Descripción
Es una perenne, de crecimiento en matas, prominentes, en asociación de praderas de pastos altos, con Andropogon gerardii, Sorghastrum nutans, y Panicum virgatum. Es una especie fijadora de Carbono 4, significando que usa un ciclo fotosintético de C4.

## Taxonomía
Schizachyrium scoparium fue descrita por (Michx.) Nash y publicado en Flora of the Southeastern United States 59. 1903.
Etimología
El nombre del género deriva de las palabras griegas schizein (dividir) y achuron (paja), refiriéndose al lema superior.
scoparium: epíteto latíno que significa "como una escoba"
Sinonimia
- Andropogon divergens (Hack.) Andersson ex Hitchc.
- Andropogon flexilis Poir.
- Andropogon halei Alph.Wood
- Andropogon littoralis Nash
- Andropogon neomexicanus Nash
- Andropogon scoparius Michx. (basónimo)
- Andropogon scoparius var. divergens Hack.
- Andropogon scoparius var. neomexicanus (Nash) Hitchc.
- Schizachyrium littorale (Nash) E.P.Bicknell
- Schizachyrium neomexicanum (Nash) Nash
- Schizachyrium scoparium var. divergens (Hack.) Gould
- Schizachyrium scoparium var. divergens (Hack.) Gould
- Schizachyrium scoparium var. littorale (Nash) Gould
- Schizachyrium scoparium var. neomexicanum (Nash) Gould
- Schizachyrium spadiceum (Swallen) Wipff
- Schizachyrium villosissimum (Kearney) Nash
- Sorghum scoparium (Michx.) Kuntze[4][5]